# Houston Film Critics Society Awards 2019
13. ročník předávání cen organizace Houston Film Critics Society se konal dne 2. ledna 2020. Nominace byly oznámeny 16. prosince 2019.

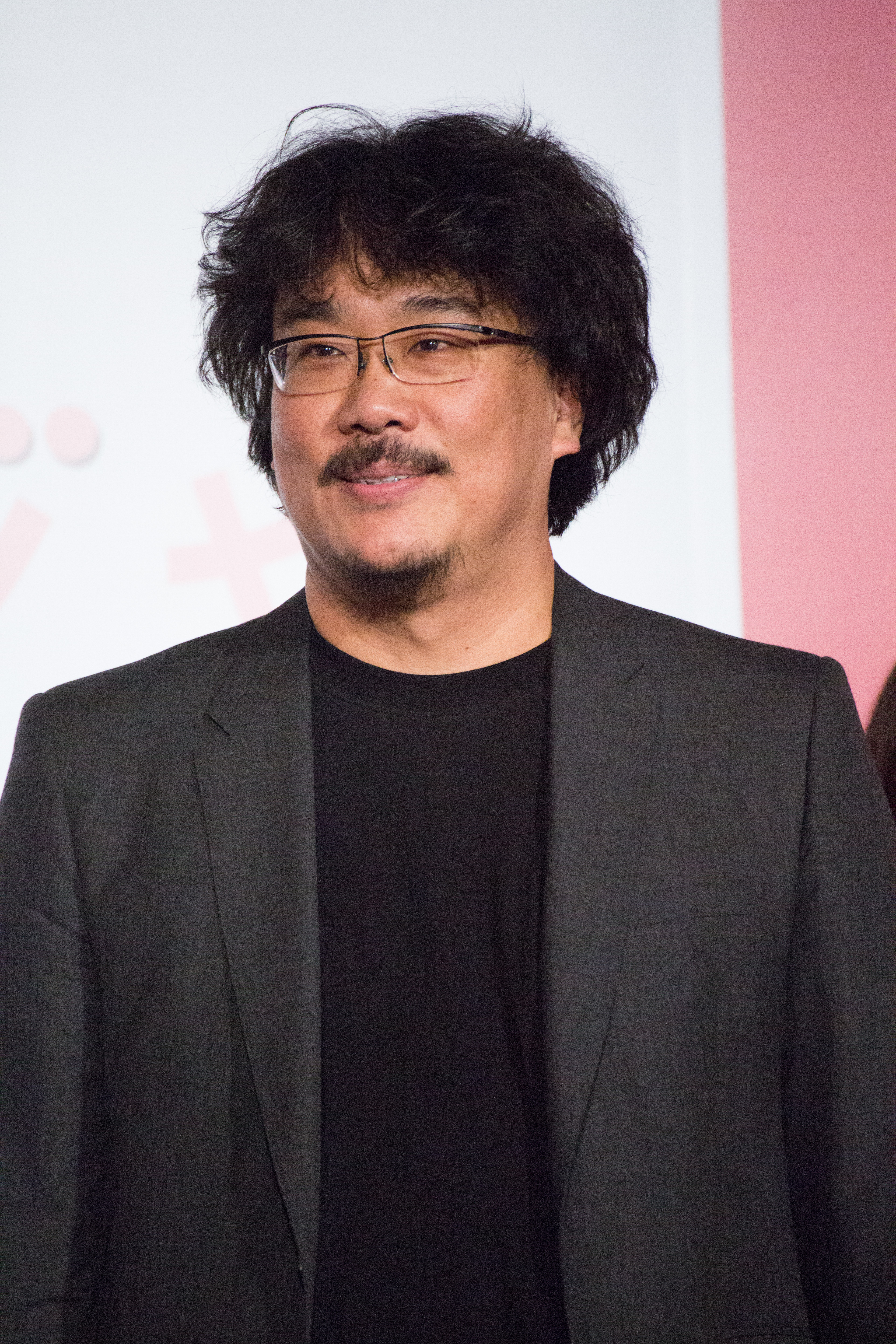
Pon Džun-ho, vítěz v kategoriích nejlepší režisér Parazit

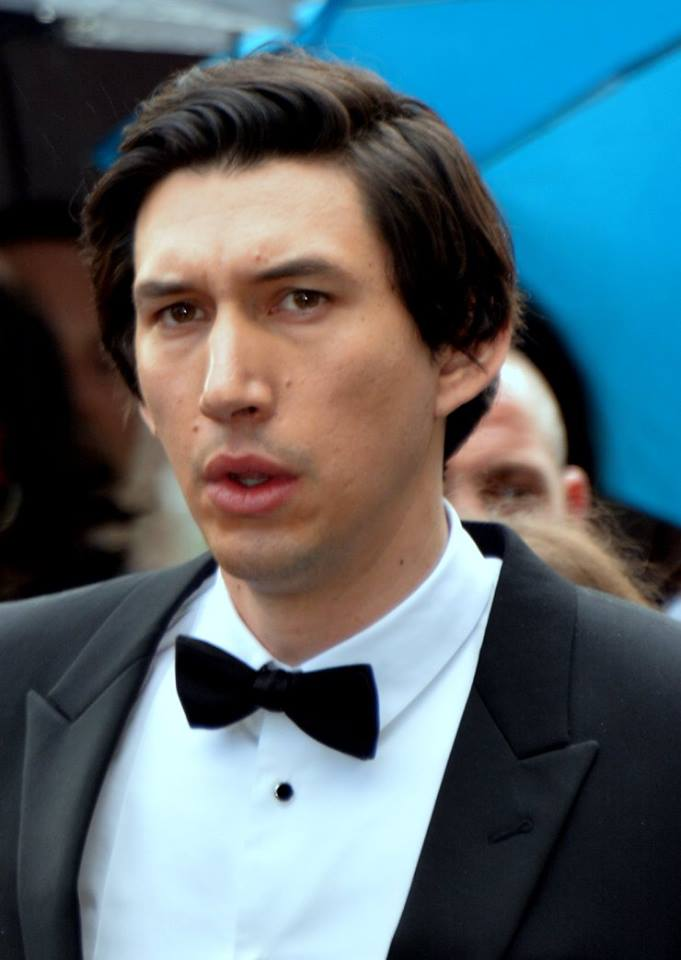
Adam Driver, vítěz v kategorii nejlepší mužský herecký výkon v hlavní roli za výkon ve filmu Manželská historie

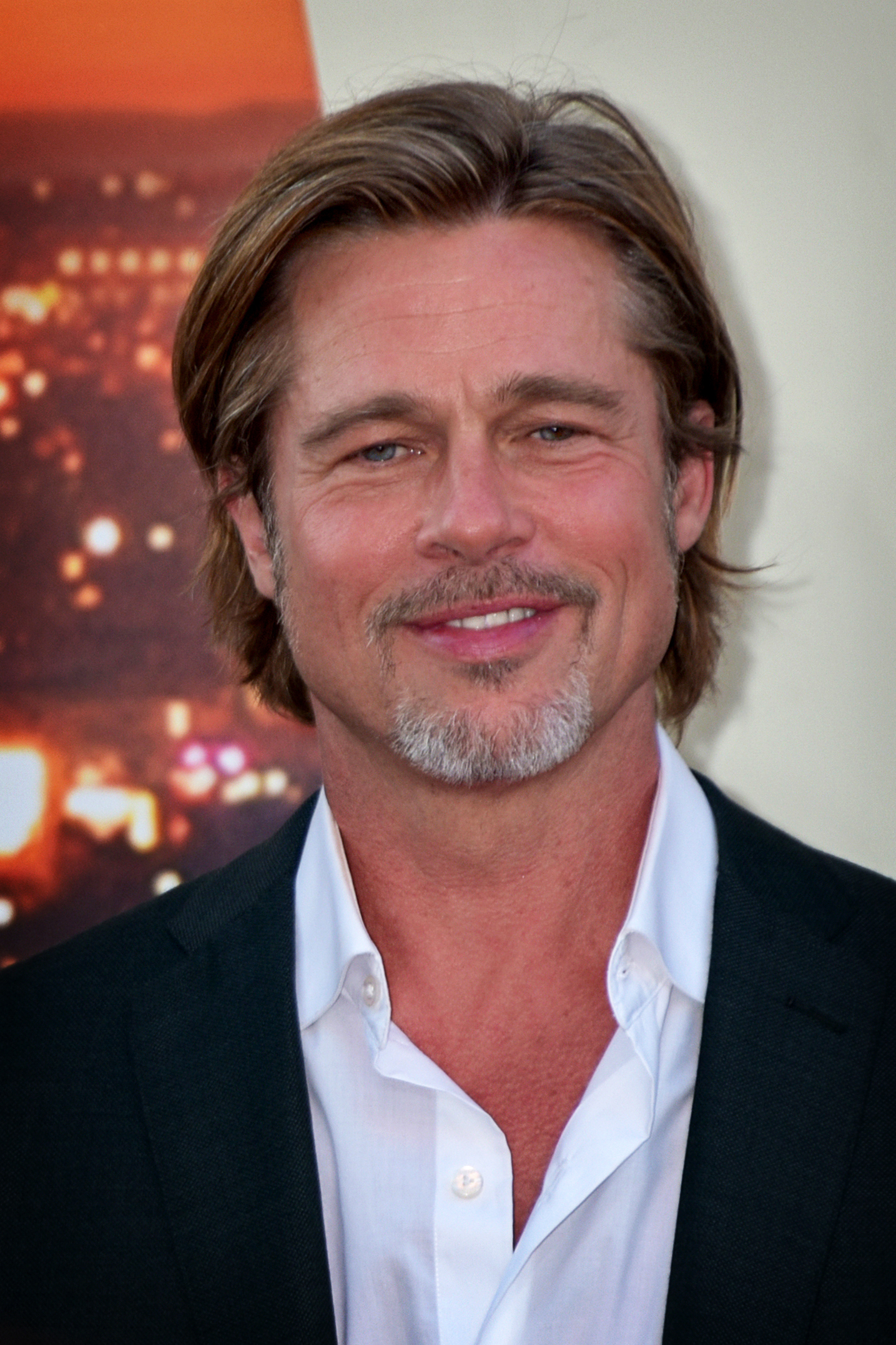
Brad Pitt, vítěz v kategorii nejlepší mužský herecký výkon ve vedlejší roli za výkon ve filmu Tenkrát v Hollywoodu

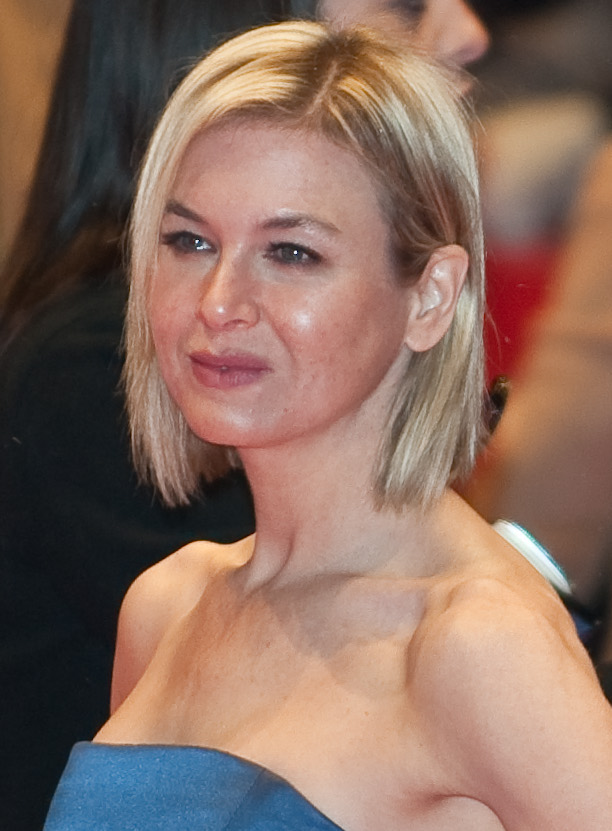
Renée Zellweger, vítězka v kategorii nejlepší ženský herecký výkon v hlavní roli za výkon ve filmu Judy

## Vítězové a nominovaní
Tučně jsou označeni vítězové.

### Nejlepší film
Parazit
- 1917
- Malá lež
- Irčan
- Králíček Jojo
- Manželská historie
- Drahokam
- Tenkrát v Hollywoodu
- Na nože

### Nejlepší režisér
Pon Džun-ho – Parazit
- Sam Mendes – 1917
- Martin Scorsese – Irčan
- Quentin Tarantino – Tenkrát v Hollywoodu
- Lulu Wang – Malá lež

### Nejlepší scénář
Rian Johnson – Na nože
- Noah Baumbach – Manželská historie
- Quentin Tarantino – Tenkrát v Hollywoodu
- Pon Džun-ho a Han Jin Won– Parazit
- Lulu Wang – Malá lež

### Nejlepší herec v hlavní roli
Adam Driver jako Charlie Barber – Manželská historie
- Eddie Murphy jako Rudy Ray Moore – Jmenuju se Dolemite
- Leonardo DiCaprio jako Rick Dalton – Tenkrát v Hollywoodu
- Adam Sandler jako Howard Ratner – Drahokam
- Joaquin Phoenix jako Arthur Fleck / Joker – Joker

### Nejlepší herečka v hlavní roli
Renée Zellweger jako Judy Garland – Judy
- Awkwafina jako Billi Wang – Malá lež
- Scarlett Johansson jako Nicole Barber – Manželská historie
- Lupita Nyong'o jako Adelaide Wilson / Red – My
- Saoirse Ronan jako Josephine "Jo" March – Malé ženy
- Charlize Theron jako Megyn Kelly – Bombshell

### Nejlepší herec ve vedlejší roli
Brad Pitt jako Cliff Booth – Tenkrát v Hollywoodu
- Willem Dafoe jako Thomas Wake – Maják
- Anthony Hopkins jako papež Benedict XVI – Dva papežové
- Al Pacino jako Jimmy Hoffa – Irčan
- Joe Pesci jako Russell Bufalino – Irčan

### Nejlepší herečka ve vedlejší roli
Zhao Shuzhen jako Nai Nai – Malá lež
- Kathy Bates jako Bobi Jewell – Richard Jewell
- Margot Robbie jako Kayla Pospisil – Bombshell
- Scarlett Johansson jako Rosie Betzler – Králíček Jojo
- Florence Pughová jako Amy March – Malé ženy
- Laura Dern jako Nora Fanshaw – Manželská historie

### Nejlepší dokument
Apollo 11
- Americká továrna
- Biggest Little Farm
- For Sama
- Hail Satan
- Nikdy nezestárnou

### Nejlepší cizojazyčný film
Parazit (Jižní Korea)
- Atlantique (Senegal)
- Bolest a sláva (Španělsko)
- Monos (Kolumbie/Argentina/Nizozemsko/Dánsko/Švédsko/Německo/Uruguay/USA)
- Boże Ciało (Polsko)
- Bídníci (France)

### Nejlepší animovaný film
Toy Story 4: Příběh hraček
- Ledové království II
- Jak vycvičit draka 3
- Kde je moje tělo?
- Hledá se Yetti

### Nejlepší kamera
Roger Deakins – 1917
- Rodrigo Prieto – Irčan
- Lawrence Sher – Joker
- Robert Richardson – Tenkrát v Hollywoodu
- Hong Kyung-pyo – Parazit

### Nejlepší skladatel
Thomas Newman – 1917
- Alexandre Desplat – Malé ženy
- Hildur Guðnadóttir – Joker
- Randy Newman – Manželská historie
- Michael Abels – My

### Nejlepší skladba
„Glasgow (No Place Like Home)“ – Wild Rose
- „Home to You“ – The Aeronauts
- „I Punched Keanu Reeves“ – Vždycky budeš moje možná
- „(I’m Gonna) Love Me Again“ – Rocketman
- „Into the Unknown“ – Ledové království II
- „Stand Up“ – Harriet

### Nejlepší technické využití
1917
- Ad Astra
- Avengers: Endgame

### Nejlepší plakát
Tenkrát v Hollywoodu
- Stěhovaví ptáci
- John Wick 3
- Parazit
- Portrét dívky v plamenech
- The Last Black Man in San Francisco

### Nejlepší kaskadérský tým
John Wick 3
- Korist
- Le Mans '66
- Furie
- Shadow

### Texas Independent Film Award
Bull
- Building the American Dream
- Nothing Stays the Same: The Story of the Saxon Bar
- Seadrift
- Sleeping in Plastic